# VIII. Harald korai dán király
VIII. Harald Heriold (800 k. – 844) dán király a 9. század elején.
Jámbor Lajos frank király segítségével legyőzte vetélytársait, Göttrik fiait. 826-ban Mainzban a kereszténységre tért s magával vitte Dániába szent Ansgar hittérítőt 837-ben. Horich elűzte és száműzetésben, Frízföldön halt meg.

## Lásd még
- Dán királyok családfája
- Dánia uralkodóinak listája
- http://listsearches.rootsweb.com/th/read/GEN-MEDIEVAL/2004-06/1087608915

| Előző uralkodó: VI. Sigfred | Dánia királya 812 – 814 | Következő uralkodó: ismeretlen |

| Előző uralkodó: nem ismert | Dánia királya 819 – 827 | Következő uralkodó: IV. Hrörek |